# Anja Herrmann
Anja Herrmann (* 4. Oktober 1980 in Gelenau/Erzgeb.) ist eine deutsche Journalistin und Fernsehmoderatorin.

## Leben
Anja Herrmann studierte Medienkommunikation an der TU Chemnitz und schloss 2003 zunächst mit dem Bachelor of Arts (B.A.) und nach einem zusätzlichen Aufbaustudium 2006 mit dem Master of Arts (M.A.) ab. Während ihres Studiums war sie im Ausland und arbeitete bei verschiedenen Print- und Hörfunk-Redaktionen (zum Beispiel Freie Presse, Radio PSR, Radio UNiCC). Von 2003 bis 2008 war sie als Redakteurin und Moderatorin/Nachrichtensprecherin bei Sachsen Fernsehen 09111 Studio Chemnitz beschäftigt. Im September 2008 wechselte sie als Studioleiterin zu Dresden Fernsehen.
Anja Herrmann ist mit dem „Deutschen Regionalfernsehpreis 2008“ in der Kategorie „Beste Moderatorin“ prämiert worden. Bei der Preisverleihung in Magdeburg bekam sie die Trophäe „Regiostar 2008“ überreicht.